# Spiders de Rouen

Spiders de Rouen är en inlinehockeyklubb från Rouen i norra Frankrike. Klubbens A-lag spelar i Frankrikes högsta serie, Ligue Élite.